# Eleccions al Parlament de Galícia de 1993
Les Eleccions al Parlament de Galícia de 1993 se celebraren el 17 d'octubre. Amb un cens de 2.293.169 electors, els votants foren 1.472.017 (64,2%) i 821.152 les abstencions (35,8%). El Partit Popular de Galícia guanyà novament per majoria absoluta, i aconseguí el nomenament del seu candidat, Manuel Fraga Iribarne, com a president de la Xunta. El PsdeG entra en crisi de lideratge i per molts vots, mentre que el Bloc Nacionalista Gallec comença a mostrar-se com a veritable alternativa al poder gràcies al carisma del seu cap, Xosé Manuel Beiras. La resta de partits polítics esdevenen extraparlamentaris
- Els resultats foren:

| ← Eleccions al Parlament de Galícia, 1993 → |         |       |        |
| Partit                                      | Vots    | %     | Escons |
| Partit Popular de Galícia                   | 763.839 | 52,42 | 43     |
| PSdeG                                       | 346.831 | 23,89 | 19     |
| BNG                                         | 269.233 | 18,55 | 13     |
| EU – Unidade Galega                         | 44.902  | 3,02  |        |
| Coalició Gallega                            | 6.908   | 0,42  |        |
| Agrupació Electoral José María Ruiz Mateos  | 5.293   | 0,36  |        |
| Os Verdes de Galicia                        | 4.682   | 0,32  |        |
| Alternativa Galega                          | 3.187   | 0,22  |        |
| Los Ecologistas                             | 2.987   | 0,21  |        |
| Coalición Plataforma Ciudadana Humanista    | 2.507   | 0,18  |        |
| Assembleia do Povo Unido                    | 1.492   | 0,10  |        |
| Coalición por un Nuevo Partido Socialista   | 503     | 0,03  |        |

A part, es comptabilitzaren 13.355 (0,9%) vots en blanc.

## Diputats electes
- Manuel Fraga (PP)
- Victorino Núñez (PP)
- José Luis Alonso Riego (PP)
- María José Ares Casal (PP)
- Daniel Barata Quintas (PP)
- Juan Manuel Casares González (PP)
- Roberto Castro García (PP)
- María Fernanda V. Cerviño Villaverde (PP)
- Gerardo Jesús Conde Roa (PP)
- Xosé Cuíña Crespo (PP)
- Juan Miguel Diz Guedes (PP)
- Pablo Egerique Martínez (PP)
- Juan José Fernández García (PP)
- María Teresa Fernández Piñeiro (PP)
- Jesús María Fernández Rosende (PP)
- José Antonio Cesáreo Franco Cerdeira (PP)
- José María García Leira (PP)
- Fernando González Suárez (PP)
- Tomás Jesús Iribarren Fernández Rogina (PP)
- José Lage Lage (PP)
- Manuela López Besteiro (PP)
- José María López Noceda (PP)
- Manuel López Outeiral (PP)
- Mª Elisa Madarro González (PP)
- Manuel Martínez Garrido (PP)
- Aurelio Domingo Miras Portugal (PP)
- Julio Ángel Montes Marqués (PP)
- José Domingo C. Oreiro Rodríguez (PP)
- Jesús Carlos Palmou Lorenzo (PP)
- Pilar Pedrosa González de Castejón (PP)
- José Serafín Pena Souto (PP)
- Fernando Alfredo Pensado Barreira (PP)
- Manuel Pérez Álvarez (PP)
- Tomás Pérez Vidal (PP)
- Nazario Pin Fernández (PP)
- Jaime Alberto Pita Varela (PP)
- Fernando Carlos Rodríguez Pérez (PP)
- Dositeo Rodríguez Rodríguez (PP)
- José Manuel Romay Beccaría (PP)
- Manuel Ruíz Rivas (PP)
- José Enrique Sotelo Villar (PP)
- Víctor Manuel Vázquez Portomeñe (PP)
- José Manuel Vila Pérez (PP)
- Antolín Sánchez Presedo (PSdeG)
- María Antonia Álvarez Yáñez (PSdeG)
- José Carlos Baños Márquez (PSdeG)
- Antonio Carro Fernández-Valmayor (PSdeG)
- Francisco Julio Cerviño González (PSdeG)
- Miguel Ángel Cortizo Nieto (PSdeG)
- Manuel Ceferino Díaz Díaz (PSdeG)
- Antonio Edelmiro Gato Soengas (PSdeG)
- José Giráldez Maneiro (PSdeG)
- Eugenio Santiago Labarta Fernández (PSdeG)
- Santos Oujo Bello (PSdeG)
- María Josefa Porteiro García (PSdeG)
- Juan Fernando Salgado García (PSdeG)
- Francisco Sineiro García (PSdeG)
- Roberto Jesús Taboada Rivadulla (PSdeG)
- Celestino Torres Rodríguez (PSdeG)
- Manuel Vázquez Fernández (PSdeG)
- Agustín Vega Fuente (PSdeG)
- José Antonio Ventoso Mariño (PSdeG)
- Xosé Manuel Beiras (BNG)
- Bautista Álvarez Domínguez (BNG)
- María Olaia Fernández Dávila (BNG)
- María Pilar García Negro (BNG)
- Emilio López Pérez (BNG)
- Alberte Xulio Rodríguez Feijoo (BNG)
- Xosé Henrique Rodríguez Peña (BNG)
- Francisco Rodríguez Sánchez (BNG)
- Alfredo Suárez Canal (BNG)
- José Enrique Tello León (BNG)
- Francisco Trigo Durán (BNG)
- Guillermo Vázquez Vázquez (BNG)
- Xesús Manuel Vega Buxán (BNG)